# سال بلوا
سال بلوا رمانی از عباس معروفی است که در فاصله سال‌های ۱۳۶۸-۱۳۷۱ به نگارش در آمد.

## محتوا
نویسنده دربارهٔ این کتاب نوشته است:
- « گفتم آب، و ساعت لنگری مان گفت: دنگ دنگ دنگ.»
- فاصله‌ها از میان برداشته شده‌اند و حال و گذشته در هم آمیخته اند: حسینای مسحور شده با زلفی آشفته ایستاده است، اما نه بر پله‌های شهرداری که در ذهن نوش آفرین؛ دکتر معصوم طناب دار حسینا را می‌بافد و با قنداق موزر به مغز نوش آفرین می کوبد؛ سرهنگ در پی پیمودن پله‌های ترقی از شیراز به سنگسر می افتد؛ ملکووم آلمانی در کار ساختن یک پل بزرگ از کوه پیغمبران به کافرقلعه است؛ و سروان خسروی در پی آن است که همه کوچه‌های شهر به خیابان خسروی ختم شوند. اما همه یک داغ به پیشانی دارند؛ همان که سال بلوا را آغاز می‌کند. همان که همه ناچار به انتخابش بوده‌اند. و مقصر کیست وقتی بازی و بازیگر یگانه نیست؟

## نظرات
عباس معروفی در این کتاب اسطوره را با دنیای امروز درهم می‌آمیزد.